# 守護神伝 -新章-
『守護神伝 -新章-』（しゅごしんでん しんしょう、原題：Keeper of the Seven Keys: The Legacy）は、ドイツのヘヴィメタルバンド、ハロウィンが2005年に発表したアルバム。

## 解説
オリコン週間ランキング22位にランクインした。
本作よりドラムのダニ・ルブレが加入。また、ブラックモアズ・ナイトのヴォーカルであるキャンディス・ナイトがゲストとして「Light the Universe」に参加、PVにも出演している。

## 収録曲
- DISC 1

1. ザ・キング・フォー・ア・1000 イヤーズ - The King for a 1000 Years
（M：Andi Deris - Michael Weikath - Sascha Gerstner - Markus Grosskopf - Dani Löble / L：Andi Deris）
2. ジ・インヴィジブル・マン - The Invisible Man
（M/L：Sascha Gerstner）
3. ボーン・オン・ジャッジメント・デイ - Born on Judgment Day
（M/L：Michael Weikath）
4. プレジャー・ドローン - Pleasure Drone
（M/L：Sascha Gerstner）
5. ミセス・ゴッド - Mrs. God
（M/L：Andi Deris）
6. サイレント・レイン - Silent Rain
（M：Sascha Gerstner / L：Andi Deris）

- DISC 2

1. オケイジョン・アヴェニュー - Occasion Avenue
（M/L：Andi Deris）
2. ライト・ザ・ユニヴァース（feat. キャンディス・ナイト） - Light the Universe(feat. Candice Night)
（M/L：Andi Deris）
3. ドゥ・ユー・ノウ・ホワット・ユー・アー・ファイティング・フォー - Do You Know What You're Fighting For?
（M/L：Michael Weikath）
4. カム・アライヴ - Come Alive
（M/L：Andi Deris）
5. ザ・シェイド・イン・ザ・シャドウ - The Shade in the Shadow
（M/L：Andi Deris）
6. ゲット・イット・アップ - Get It Up
（M/L：Michael Weikath）
7. マイ・ライフ・フォー・ワン・モア・デイ - My Life for One More Day
（M/L：Markus Grosskopf - Andi Deris）

### ボーナス・トラック
1. レヴォリューション - Revolution ※
（M/L：Markus Grosskopf）

※日本盤ボーナストラック

## 参加ミュージシャン
- アンディ・デリス - vocals
- マイケル・ヴァイカート - guitar
- サシャ・ゲルストナー - guitar
- マーカス・グロスコフ - bass
- ダニ・ルブレ - drums
- マイケル・キスク - sampled at very first of Occasion Avenue
- キャンディス・ナイト - guest vocal on "Light the Universe"